# Вистојтероде
Вистојтероде (њем. Wüstheuterode) општина је у њемачкој савезној држави Тирингија. Једно је од 89 општинских средишта округа Ајхсфелд. Према процјени из 2010. у општини је живјело 619 становника. Посједује регионалну шифру (AGS) 16061111.

## Географски и демографски подаци
Вистојтероде се налази у савезној држави Тирингија у округу Ајхсфелд. Општина се налази на надморској висини од 395 метара. Површина општине износи 4,9 km². У самом мјесту је, према процјени из 2010. године, живјело 619 становника. Просјечна густина становништва износи 126 становника/km².